# زهره ملیله فرشید
زهره ملیله فرشید اولین و جوان‌ترین معمار ایرانی، طراحی مجتمع بزرگ ورزشی اهواز را انجام داده است، شروع کار پروژه ۱۳۵۳ بود و زهره امیدوار بود این دهکدهٔ ورزشی برای ۱۰ سال بعد (المپیک تابستانی ۱۹۸۴) آماده باشد. پروژه ساخت این ورزشگاه شروع شد تا به انقلاب ۱۳۵۷ ایران برخورد. پس از تعطیل و نیمه تعطیل شدن با صرف نظر از بسیاری از قسمت‌هایِ طرح، سرانجام ۱۵ مارس ۲۰۱۲ افتتاح شد.